# Hattorf am Harz
Hattorf am Harz is een gemeente in de Duitse deelstaat Nedersaksen. De gemeente maakt deel uit van de Samtgemeinde Hattorf am Harz in het Landkreis Göttingen. Tot 1 november 2016 maakte de gemeente deel uit van de Landkreis Osterode am Harz dat per die datum bij Göttingen werd gevoegd. De gemeente telde 3.968 inwoners op 31 december 2023.

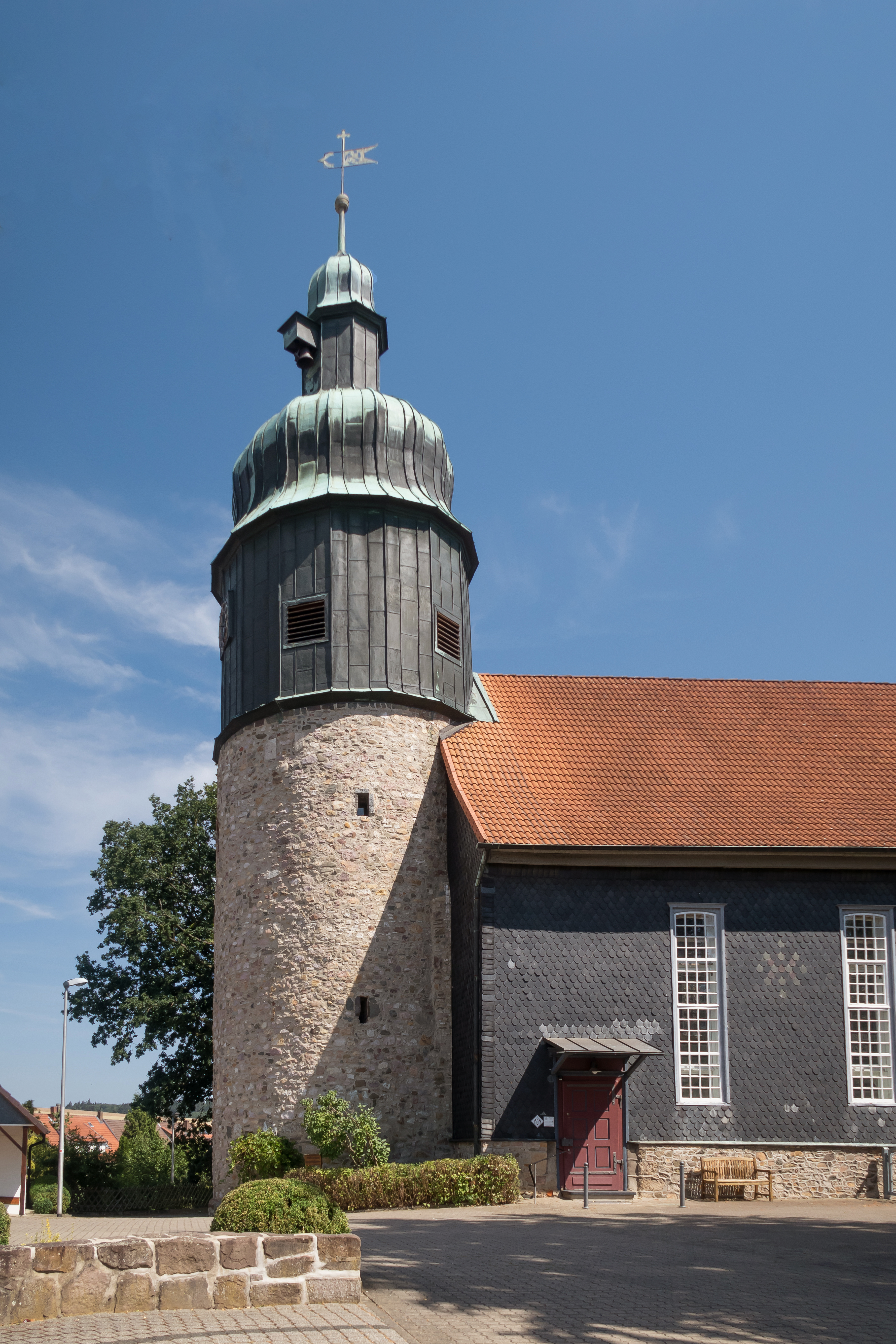
Hattorf am Harz, evangelische kerk: Kirche Sankt Pankratius

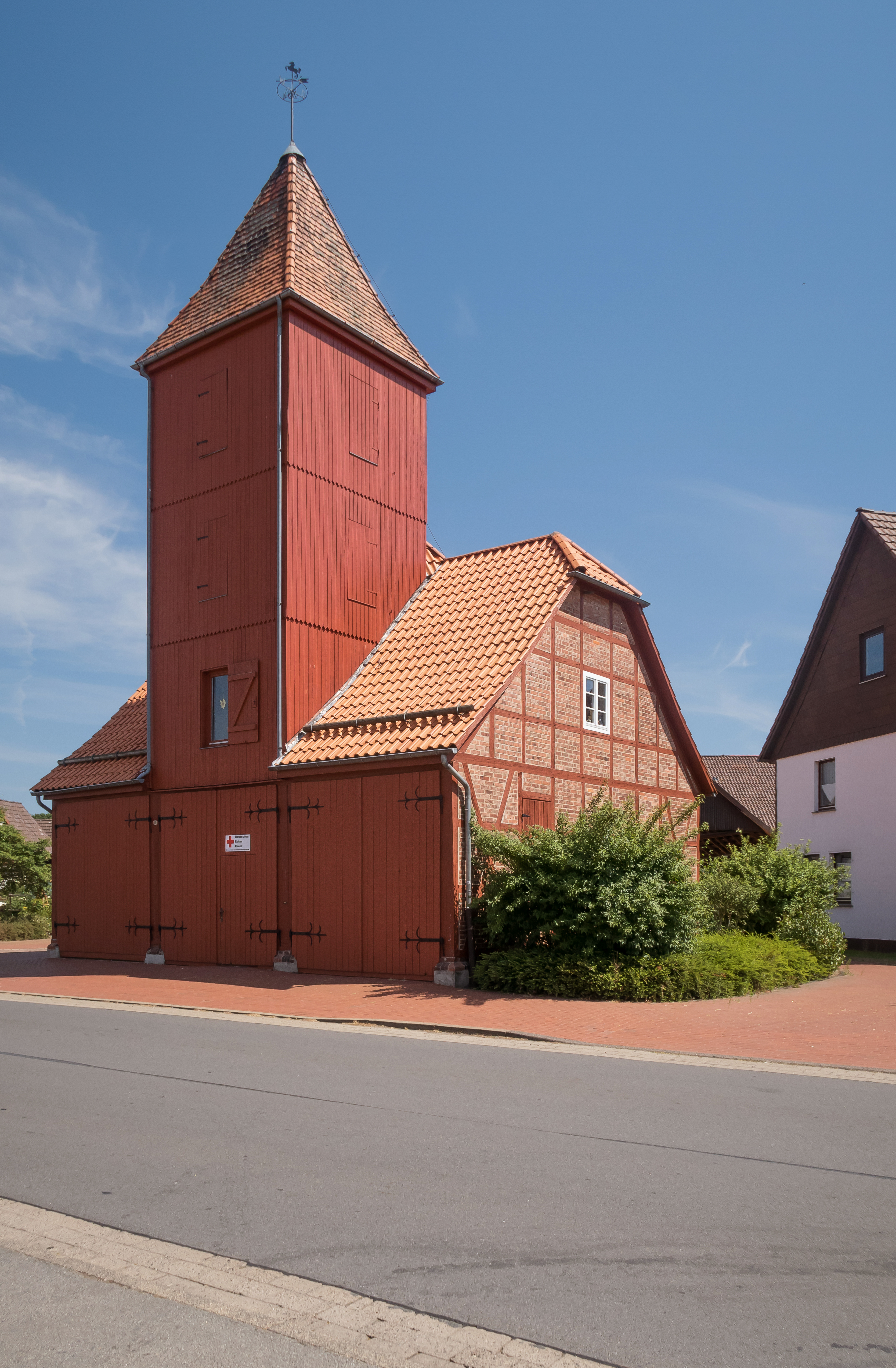
Hattorf am Harz, opslagloods van het Rode Kruis

- Gemeinsame Normdatei: 4095997-1
- Library of Congress Control Number: n2004033984
- MusicBrainz: 4aa97623-692f-4cdf-85c3-1889f7e5bd47
- Nationale Bibliotheek van Israël: 987007463779305171
- Virtual International Authority File: 167422886
- WorldCat: E39PBJkhJqpv6FJJC6MQpvvvHC

Adelebsen · 
Bad Grund · 
Bad Lauterberg im Harz · 
Bad Sachsa · 
Bilshausen · 
Bodensee · 
Bovenden · 
Bühren · 
Dransfeld · 
Duderstadt · 
Ebergötzen · 
Elbingerode · 
Friedland · 
Gieboldehausen · 
Gleichen · 
Göttingen · 
Hann. Münden · 
Harz (gemeentevrij gebied, Landkreis Göttingen) ·
Hattorf am Harz · 
Herzberg am Harz · 
Hörden am Harz · 
Jühnde · 
Krebeck · 
Landolfshausen · 
Niemetal · 
Obernfeld · 
Osterode am Harz · 
Rhumspringe · 
Rollshausen · 
Rosdorf · 
Rüdershausen · 
Scheden · 
Seeburg · 
Seulingen · 
Staufenberg · 
Waake · 
Walkenried · 
Wollbrandshausen · 
Wollershausen · 
Wulften am Harz